# Oligia apameoides
Oligia apameoides là một loài bướm đêm trong họ Noctuidae.